# Бразилія на літніх Олімпійських іграх 2024
Бразилію на літніх Олімпійських іграх 2024 представляли двісті сімдесят сім спортсменів у двадцяти дев'яти видах спорту.

## Медалісти
| Медаль | Ім'я | Вид спорту                      | Дисципліна                                   | Дата      |
| ------ | --- | ------------------------------- | -------------------------------------------- | --------- |
| 1      | Беатріс Соуза | Дзюдо                           | понад 78 кг (жінки)                          | 2 серпня  |
| 1      | Ребека Андраде | Гімнастика                      | вільні вправи (жінки)                        | 5 серпня  |
| 1      | Ана Патрісія Рамус Дуда Лісбоа | Волейбол                        | жіночий турнір з пляжного волейболу          | 9 серпня  |
| 2      | Вілліан Ліма | Дзюдо                           | до 66 кг (чоловіки)                          | 28 липня  |
| 2      | Каю Бонфін | Легка атлетика                  | спортивна ходьба на 20 кілометрів (чоловіки) | 1 серпня  |
| 2      | Ребека Андраде | Гімнастика                      | абсолютна першість (жінки)                   | 1 серпня  |
| 2      | Ребека Андраде | Гімнастика                      | опорний стрибок (жінки)                      | 3 серпня  |
| 2      | Татіана Вестон-Вебб | Серфінг                         | Жінки                                        | 6 серпня  |
| 2      | Ісакіас Кейрос | Веслування на байдарках і каное | каное-одиночки, 1000 метрів (чоловіки)       | 9 серпня  |
| 2      | Жіноча збірна Бразилії з футболу - Лорена Сілва - Антонія Сілва - Тарсіане Ліма - Рафаелле Соуза - Дуда Сампаю - Тамірес Діас - Керолін Ферраз - Віторія Яя - Адріана Сілва - Марта Сілва - Женіффер Кордіналі - Таїна Боржес - Ясмім Рібейру - Лудміла Сілва - Таїс Феррейра - Габі Нунес - Ана Віторія Клємашевск - Габі Портілью - Прісіла Сілва - Анжеліна Константіну - Лорен Леал - Лусіана Діонізіу | Футбол                          | жіночий турнір                               | 10 серпня |
| 3      | Ларісса Пімента | Дзюдо                           | до 52 кг (жінки)                             | 28 липня  |
| 3      | Раїсса Леал | Скейтбординг                    | стріт (жінки)                                | 28 липня  |
| 3      | Ребека Андраде Жаде Барбоза Лорран Олівейра Флавія Сарайва Джулая Соарес | Гімнастика                      | командна першість (жінки)                    | 30 липня  |
| 3      | Данієл Карнін Леонардо Гонсалвеш Вілліан Ліма Рафаел Маседо Гільєрме Шимідт Рафаел Сілва Ларісса Пімента Кетлейн Квадрос Рафаела Сілва Беатріс Соуза | Дзюдо                           | змішані команди                              | 3 серпня  |
| 3      | Беатріс Феррейра | Бокс                            | до 60 кг (жінки)                             | 3 серпня  |
| 3      | Габріел Медіна | Серфінг                         | Чоловіки                                     | 6 серпня  |
| 3      | Аугусту Акіо | Скейтбординг                    | парк (чоловіки)                              | 7 серпня  |
| 3      | Едівал Понтес | Тхеквондо                       | до 68 кг (чоловіки)                          | 8 серпня  |
| 3      | Алісон дус Сантус | Легка атлетика                  | біг на 400 метрів з бар'єрами (чоловіки)     | 9 серпня  |
| 3      | Жіноча збірна Бразилії з волейболу - Нієме Коста - Діана Дуарте - Макріс Карнейру - Таїса Даер - Розамарія Монтібельєр - Роберта Рацке - Габрієла Гімарайнш - Ана Крістіна де Соуза - Наталія Араужу - Ана Кароліна да Сілва - Юлія Бергманн - Тайнара Сантус - Лорен Тейшейра | Волейбол                        | жіночий турнір                               | 10 серпня |

| Вид спорту                      | 1 | 2 | 3  | Загалом |
| Гімнастика                      | 1 | 2 | 1  | 4       |
| Дзюдо                           | 1 | 1 | 2  | 4       |
| Волейбол                        | 1 | 0 | 1  | 2       |
| Легка атлетика                  | 0 | 1 | 1  | 2       |
| Серфінг                         | 0 | 1 | 1  | 2       |
| Веслування на байдарках і каное | 0 | 1 | 0  | 1       |
| Футбол                          | 0 | 1 | 0  | 1       |
| Скейтбординг                    | 0 | 0 | 2  | 2       |
| Бокс                            | 0 | 0 | 1  | 1       |
| Тхеквондо                       | 0 | 0 | 1  | 1       |
| Загалом                         | 3 | 7 | 10 | 20      |

| Стать    | 1 | 2 | 3  | Загалом |
| жінки    | 3 | 4 | 5  | 12      |
| Чоловіки | 0 | 3 | 4  | 7       |
| змішані  | 0 | 0 | 1  | 1       |
| Загалом  | 3 | 7 | 10 | 20      |

| День      | 1 | 2 | 3  | Загалом |
| 27 липня  | 0 | 0 | 0  | 0       |
| 28 липня  | 0 | 1 | 2  | 3       |
| 29 липня  | 0 | 0 | 0  | 0       |
| 30 липня  | 0 | 0 | 1  | 1       |
| 31 липня  | 0 | 0 | 0  | 0       |
| 1 серпня  | 0 | 2 | 0  | 2       |
| 2 серпня  | 1 | 0 | 0  | 1       |
| 3 серпня  | 0 | 1 | 2  | 3       |
| 4 серпня  | 0 | 0 | 0  | 0       |
| 5 серпня  | 1 | 0 | 0  | 1       |
| 6 серпня  | 0 | 1 | 1  | 2       |
| 7 серпня  | 0 | 0 | 1  | 1       |
| 8 серпня  | 0 | 0 | 1  | 1       |
| 9 серпня  | 1 | 1 | 1  | 3       |
| 10 серпня | 0 | 1 | 1  | 2       |
| 11 серпня | 0 | 0 | 0  | 0       |
| Загалом   | 3 | 7 | 10 | 20      |

### Багаторазові медалісти
| Ім'я            | Медаль        | Вид спорту | Дисципліна                                                                                         |
| --------------- | ------------- | ---------- | -------------------------------------------------------------------------------------------------- |
| Ребека Андраде  | 1 · 2 · 2 · 3 | Гімнастика | вільні вправи (жінки) абсолютна першість (жінки) опорний стрибок (жінки) командна першість (жінки) |
| Беатріс Соуза   | 1 · 3         | Дзюдо      | понад 78 кг (жінки) змішані команди                                                                |
| Вілліан Ліма    | 2 · 3         | Дзюдо      | до 66 кг (чоловіки) змішані команди                                                                |
| Ларісса Пімента | 3 · 3         | Дзюдо      | до 52 кг (жінки) змішані команди                                                                   |

## Спортсмени
Види спорту за кількістю спортсменів. Не враховано резервістів у деяких видах спорту.
| Вид спорту                      | Чоловіки | Жінки | Загалом |
| ------------------------------- | -------- | ----- | ------- |
| Стрільба з лука                 | 1        | 1     | 2       |
| Легка атлетика                  | 24       | 20    | 44      |
| Бадмінтон                       | 1        | 1     | 2       |
| Баскетбол                       | 12       | 0     | 12      |
| Бокс                            | 5        | 5     | 10      |
| Веслування на байдарках і каное | 5        | 3     | 8       |
| Велоспорт                       | 3        | 3     | 6       |
| Стрибки у воду                  | 0        | 1     | 1       |
| Кінний спорт                    | 7        | 0     | 7       |
| Фехтування                      | 1        | 2     | 3       |
| Футбол                          | 0        | 18    | 18      |
| Гімнастика                      | 3        | 12    | 15      |
| Гандбол                         | 0        | 14    | 14      |
| Дзюдо                           | 7        | 6     | 13      |
| Сучасне п'ятиборство            | 0        | 1     | 1       |
| Академічне веслування           | 1        | 1     | 2       |
| Регбі-7                         | 0        | 12    | 12      |
| Вітрильний спорт                | 7        | 5     | 12      |
| Стрільба                        | 1        | 2     | 3       |
| Скейтбординг                    | 6        | 6     | 12      |
| Серфінг                         | 3        | 3     | 6       |
| Плавання                        | 11       | 9     | 20      |
| Настільний теніс                | 3        | 3     | 6       |
| Тхеквондо                       | 2        | 2     | 4       |
| Теніс                           | 2        | 3     | 5       |
| Тріатлон                        | 2        | 2     | 4       |
| Волейбол                        | 16       | 16    | 32      |
| Важка атлетика                  | 0        | 2     | 2       |
| Боротьба                        | 0        | 1     | 1       |
| Загалом                         | 123      | 154   | 277     |